# Công ty Đường sắt Đông Nhật Bản

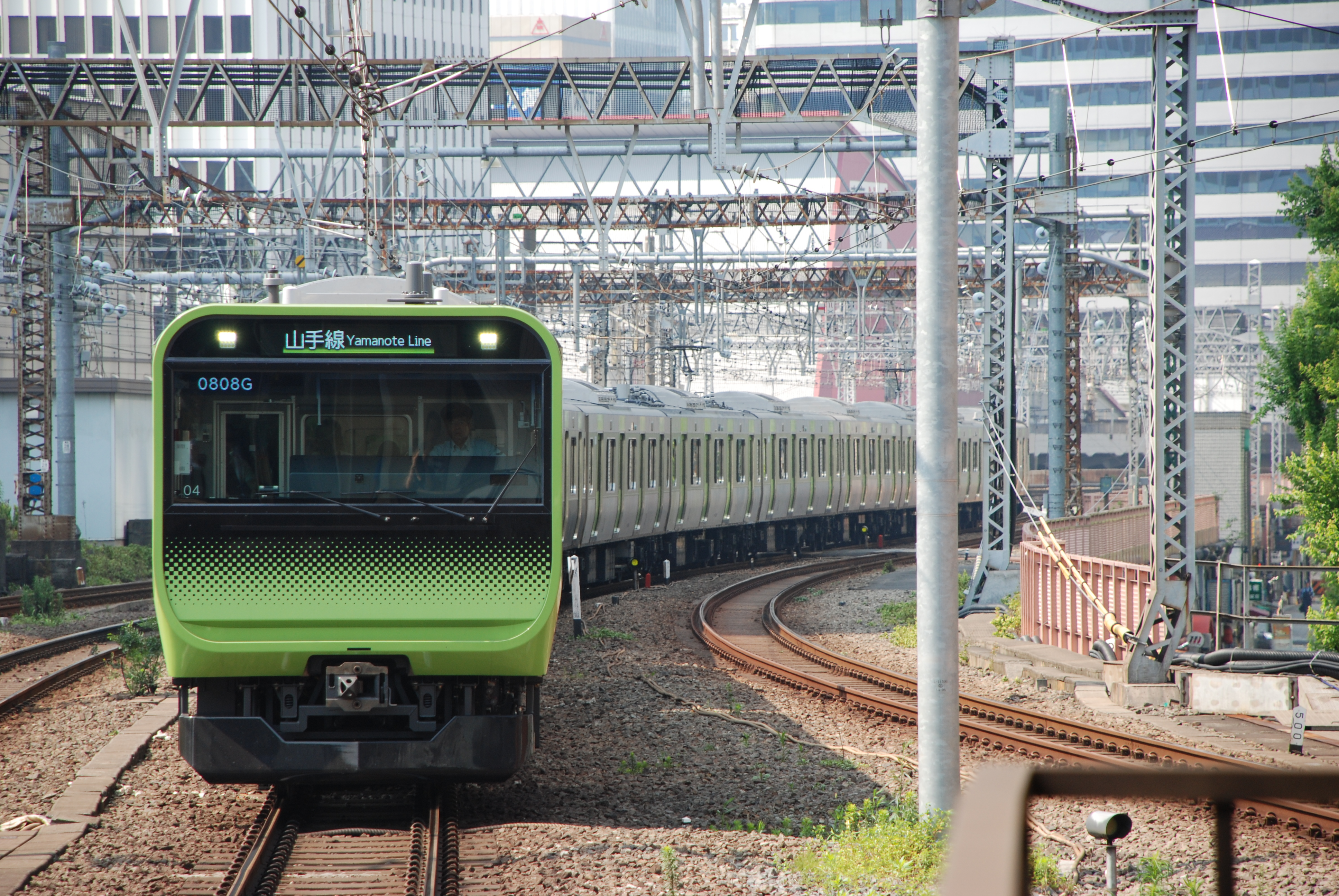
Tàu điện của tuyến Yamanote ở Tokyo

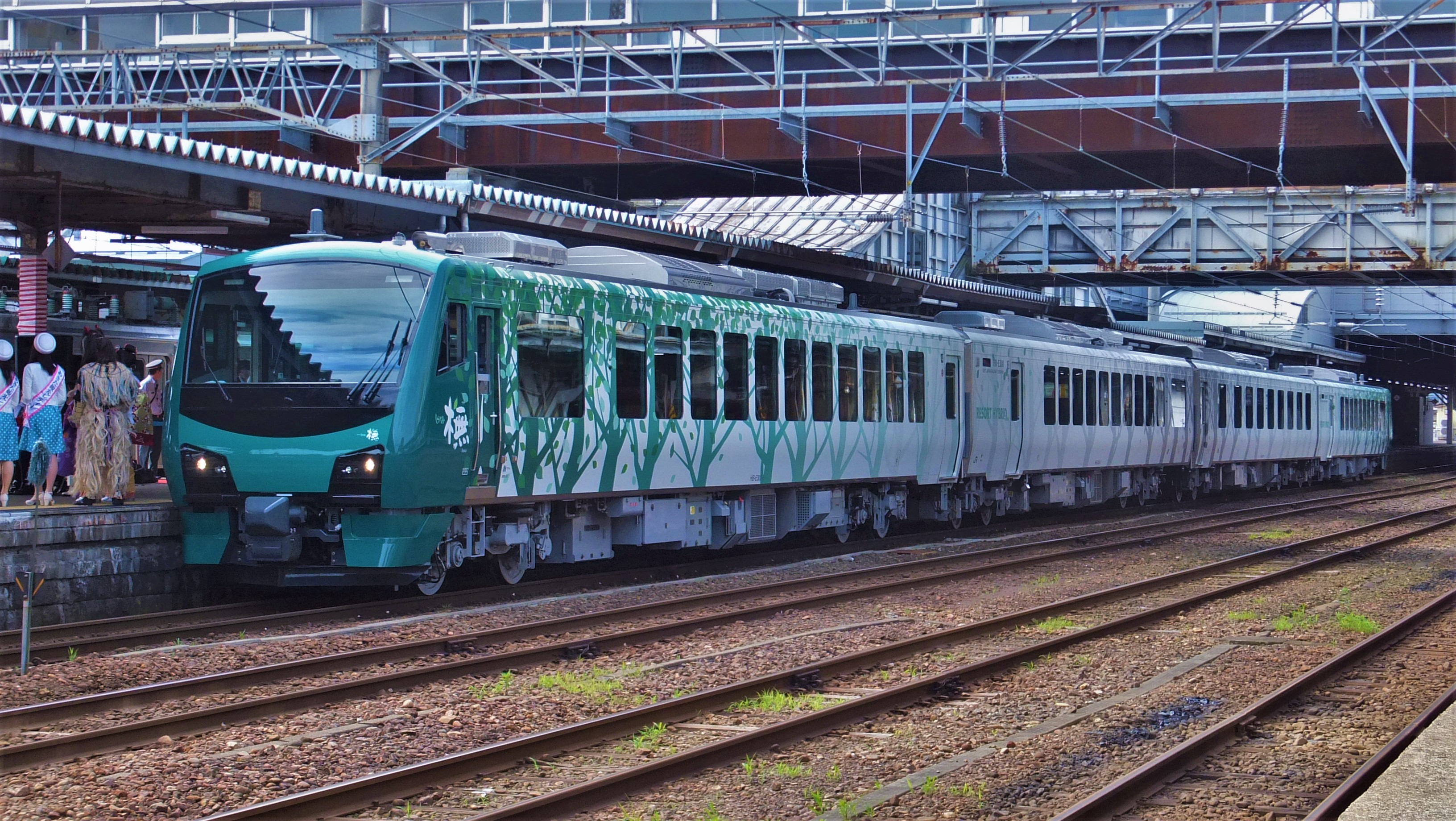
KiHa HB-E300 hybrid DMU của tuyến Gono

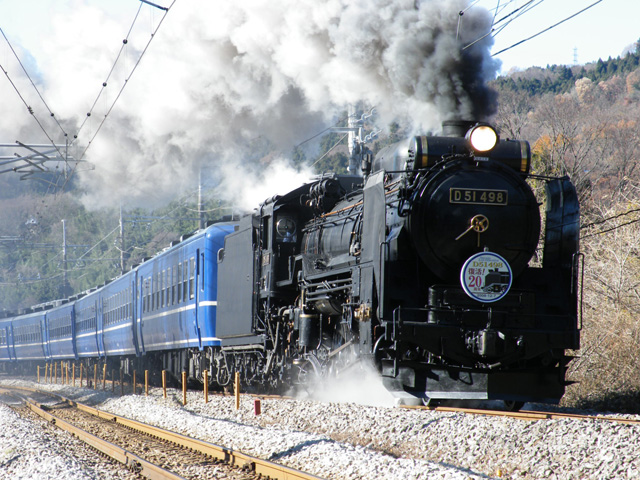
Tàu hỏa hơi nước của tuyến Jōetsu ở Tokyo

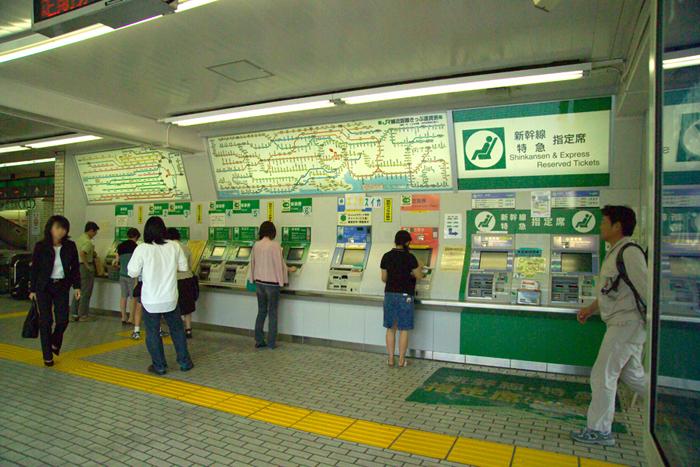
Các máy bán vé, nạp thẻ tự động ở Tokyo

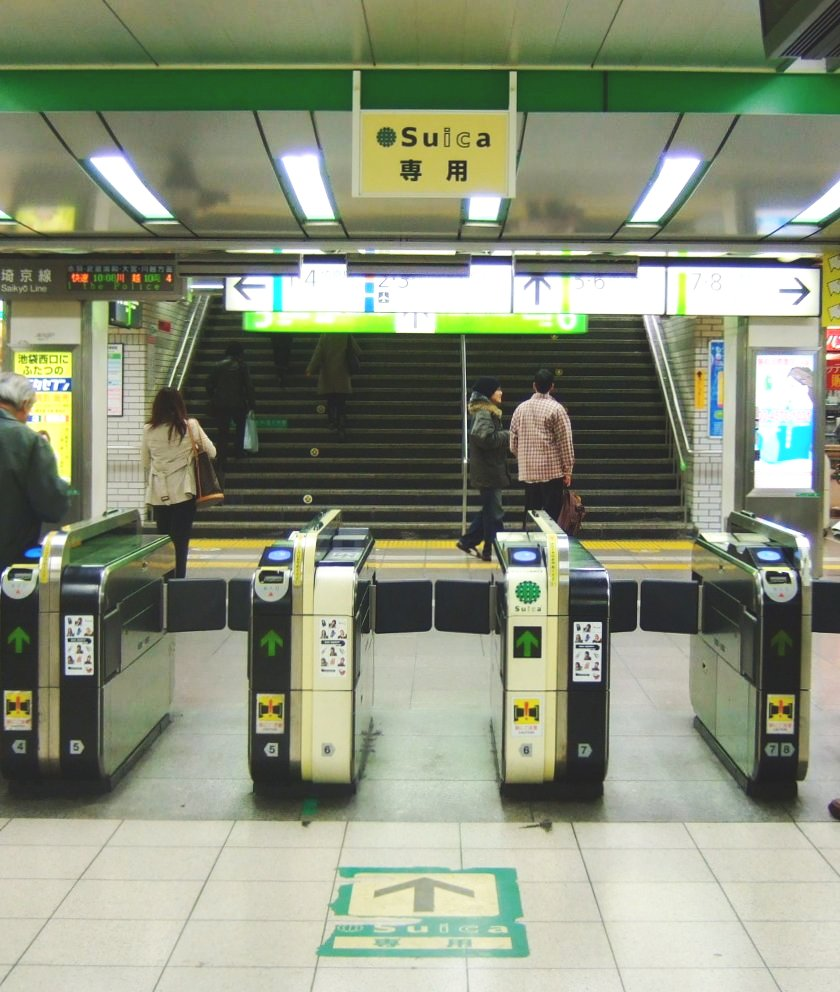
Hệ thống quẹt thẻ từ ra vào tự động tại Ga Ikebukuro, Tokyo

Công ty Đường sắt Đông Nhật Bản (東日本旅客鉄道株式会社 (Đông Nhật Bản Lữ Khách Thiết Đạo Châu Thức Hội Xã) Higashi-Nihon Ryokaku Tetsudo Kabushiki-gaisha) là một công ty vận tải hành khách đường sắt lớn của Nhật Bản và một trong 7 công ty được tách ra từ Đường sắt Quốc gia Nhật Bản (JNR) sau khi tập đoàn này được tư nhân hóa năm 1987. Công ty có tên tiếng Anh viết tắt chính thức là JR-EAST hay JR East, tiếng Nhật là JR Higashi-Nihon (JR東日本 (JR Đông Nhật Bản) Jeiāru Higashi-Nihon), tiếng Việt gọi là JR Đông. Trụ sở chính của công ty đặt tại Yoyogi, Shibuya, Tokyo.

## Lịch sử
JR Đông được thành lập vào ngày 1 tháng 4, năm 1987 sau khi tách ra khỏi Công ty Đường sắt Quốc gia Nhật Bản (JNR). Việc tách ra này chỉ là "tư nhân hóa" dưới dạng một công ty con độc lập của Tập đoàn nhà nước JNR, tư hữu hóa toàn phần kể từ năm 2002. Từ đó trở đi công ty Đường sắt Đông Nhật Bản vận hành tất cả các nguồn vốn của JNR tại vùng thủ đô Tokyo, vùng Tohoku, và các vùng phụ cận.

## Các tuyến
Các tuyến đường sắt của công ty chủ yếu phục vụ vùng Kanto và Tohoku, các vùng phụ cận bao gồm vùng Kōshin'etsu (Niigata, Nagano, Yamanashi) và tỉnh Shizuoka.

### Shinkansen
JR East cũng đảm nhận vận hành tất cả các tuyến đường sắt cao tốc Shinkansen qua Tokyo về phía bắc.
 Tohoku Shinkansen (Tokyo - Shin-Aomori)
 Joetsu Shinkansen (Tokyo - Niigata; Echigo-Yuzawa - Gala Yuzawa)
 Hokuriku Shinkansen (Tokyo - Kanazawa)
 Yamagata Shinkansen (Tokyo - Shinjo)
 Akita Shinkansen (Tokyo - Akita)
 Tokaido Shinkansen (Tokyo – Osaka) được vận hành bởi Công ty Đường sắt Trung Nhật Bản (JR Central), tuy nhiên có dừng lại ở vài ga thuộc JR East.

### Các tuyến trong khu vực Kanto

#### Vùng thủ đô Tokyo
Những tuyến này có đi qua vùng thủ đô Tokyo chứ không phải là chỉ nằm bên trong vùng này.
- ■ Tuyến Chuo Chính (Tokyo - Shiojiri)
- JC Tuyến Chuo (cao tốc) (Tokyo - Otsuki)
- JB Tuyến Chuo-Sobu (Tachikawa/Mitaka - Chiba)
- ■ Tuyến Hachiko (Hachioji - Kuragano)
- ■ Tuyến Itsukaichi (Haijima - Musashi-Itsukaichi)
- JJ Tuyến Joban (Ueno - Iwaki)
- ■ Tuyến Joetsu (Takasaki - Minakami)
- ■ Tuyến Kawagoe (Omiya - Komagawa)
- JK Tuyến Keihin-Tohoku (Omiya - Yokohama)
- JE Tuyến Keiyo (Tokyo - Soga; Ichikawa-Shiohama - Nishi-Funabashi; Minami-Funabashi - Nishi-Funabashi)
- ■ Tuyến Mito (Oyama - Tomobe)
- JM Tuyến Musashino (Fuchu-Hommachi - Nishi-Funabashi) (Tokyo outer loop)
- JN Tuyến Nambu (Kawasaki - Tachikawa; Shitte - Hamakawasaki)
- ■ Tuyến Narita (Sakura - Choshi; Abiko - Narita; Narita - Sân bay Narita)
- ■ Tuyến Negishi (Yokohama - Ofuna)
- ■ Tuyến Ome (Tachikawa - Okutama)
- ■ Tuyến Ryomo (Oyama - Shin-Maebashi)
- ■ Tuyến Sagami (Hashimoto - Chigasaki)
- JA Tuyến Saikyo (Osaki - Omiya) (■ tên cũ Tuyến Akabane (Ikebukuro - Akabane))
- JS Tuyến Shonan-Shinjuku (Shin-Maebashi - Odawara; Utsunomiya - Zushi)
- ■ Tuyến Sobu Chính (Tokyo - Choshi)
- ■ Tuyến Sotobo (Chiba - Awa-Kamogawa)
- JU Tuyến Takasaki (Omiya - Takasaki)
- ■ Tuyến Togane (Naruto - Oami)
- JU Tuyến Tohoku Chính (Tuyến Utsunomiya) (Ueno - Kuroiso)
- JT Tuyến Tokaido Chính (Tokyo - Kobe)
- ■ Tuyến Tsurumi (Tsurumi - Ogimachi; Anzen - Okawa; Asano - Umi-Shibaura)
- ■ Tuyến Uchibo (Soga - Awa-Kamogawa)
- ■ Tuyến Ueno-Tokyo (Maebashi - Numazu; Utsunomiya-Numazu; Atami-Ito; Takahagi - Shinagawa; Narita - Abiko)
- JY Tuyến Yamanote (Osaki - Osaki)
- JH Tuyến Yokohama (Higashi-Kanagawa - Hachioji)
- JO Tuyến Yokosuka (Tokyo - Kurihama)
- ■ Tuyến Nikko (Utsunomiya - Nikko)

#### Các tuyến khác trong vùng Kanto
- ■ Tuyến Karasuyama (Hoshakuji - Ogane - Karasuyama)
- ■ Tuyến Kashima (Katori - Sân vận động Kashima)
- ■ Tuyến Kururi (Kisarazu - Kazusa-Kameyama)

### Các tuyến vùng Koshinetsu và Shizuoka
- ■ Tuyến Agatsuma (Shibukawa - Omae)
- ■ Tuyến Chuo Chính (Nirasaki - Shiojiri; Okaya - Midoriko Siojiri)
- ■ Tuyến Echigo (Niigata - Kashiwazaki)
- ■ Tuyến Hakushin (Niigata - Shibata)
- ■ Tuyến Iiyama (Toyono - Echigo-Kawaguchi)
- ■ Tuyến Ito (Atami - Ajiro - Ito) (gọi chung là các tuyến Tokyo Suburban Area)
- ■ Tuyến Joetsu (Minakami - Miyauchi; Echigo-Yuzawa - Gala-Yuzawa)
- ■ Tuyến Koumi (Kobuchizawa - Komoro)
- ■ Tuyến Oito (Matsumoto - Minami-Otari)
- ■ Tuyến Shinetsu Chính (Takasaki - Yokokawa; Shinonoi - Niigata)
- ■ Tuyến Shinonoi (Shinonoi - Shiojiri)
- ■ Tuyến Yahiko (Higashi-Sanjo - Yahiko)

### Các tuyến vùng Tohoku
- ■ Tuyến Aterazawa (Kita-Yamagata - Aterazawa)
- ■ Tuyến Đông Ban'etsu (Iwaki - Koriyama)
- ■ Tuyến Tây Ban'etsu (Koriyama - Niitsu)
- ■ Tuyến Gono (Higashi-Noshiro - Kawabe)
- ■ Tuyến Hachinohe (Hachinohe - Kuji)
- ■ Tuyến Hanawa (Odate - Koma)
- ■ Tuyến Ishinomaki (Kogota - Onagawa)
- ■ Tuyến Iwaizumi (Moichi - Iwaizumi)
- ■ Tuyến Joban (Iwaki - Iwanuma)
- ■ Tuyến Kamaishi (Hanamaki - Kamaishi)
- ■ Tuyến Kesennuma (Maeyachi - Kesennuma)
- ■ Tuyến Kitakami (Kitakami - Yokote)
- ■ Tuyến Ofunato (Ichinoseki - Sakari)
- ■ Tuyến Oga (Oiwake - Oga)
- ■ Tuyến Ominato (Noheji - Ominato)
- ■ Tuyến Ōu Chính (Fukushima - Aomori)
- ■ Tuyến Đông Rikuu (Kogota - Shinjo)
- ■ Tuyến Tây Rikuu (Shinjo - Amarume)
- ■ Tuyến Senseki (Aobadori - Ishinomaki)
- ■ Tuyến Senzan (Sendai - Uzen-Chitose)
- ■ Tuyến Suigun (Mito - Asaka-Nagamori; Kamisugaya - Hitachi-Ota)
- ■ Tuyến Tadami (Aizu-Wakamatsu - Koide)
- ■ Tuyến Tazawako (Morioka - Ōmagari)
- ■ Tuyến Tohoku Chính (Kuroiso - Morioka; Iwakiri - Rifu)
- ■ Tuyến Tsugaru (Aomori - Mimmaya) (một phần của Tuyến Tsugaru-Kaikyo)
- ■ Tuyến Uetsu Chính (Niitsu - Akita)
- ■ Tuyến Yamada (Morioka - Kamaishi)
- ■ Tuyến Yonesaka (Yonezawa - Sakamachi)

## Dịch vụ Đường sắt cao tốc
Dưới đây là toàn bộ các tuyến đường sắt cao tốc đặc biệt (bao gồm Shinkansen), tuyến đường sắt cao tốc được vận hành bởi JR East từ năm 2011.

### Shinkansen
- Asama
- Hakutaka
- Hayabusa
- Hayate
- Kagayaki
- Komachi/Super Komachi
- Nasuno/Max Nasuno
- Tanigawa/Max Tanigawa
- Toki/Max Toki
- Tsubasa
- Yamabiko/Max Yamabiko

### Cao tốc đặc biệt (ban ngày)
- Akagi/Swallow Akagi
- Ayame
- Super Azusa/Azusa
- Hitachi and Tokiwa
- Inaho
- Kaiji/View Kaiji/Hamakaiji
- Kamoshika
- Kinugawa/Spacia Kinugawa
- Kusatsu
- Minakami
- Narita Express
- Nikko
- Super View Odoriko/Odoriko
- Sazanami
- Wide View Shinano/Shinano
- Shiosai
- Ohayo Tochigi/Hometown Tochigi
- Tsugaru
- Wakashio

### Cao tốc đặc biệt (ngày đêm)
- Akebono
- Cassiopeia
- Hokutosei
- Nihonkai
- Sunrise Izumo/Sunrise Seto
- Twilight Express

### Cao tốc
Tất cả các tuyến cao tốc còn lại của JR East đều là cao tốc ngày đêm (夜行急行列車 yakō kyūkō ressha) vận hành bất kể ngày đêm.
- Hamanasu (JR Hokkaido)
- Kitaguni (JR West)
- Noto (JR West)

## Nhà ga
Trong năm tài khóa 2014, Danh sách 10 nhà ga có trung bình lượng người sử dụng hàng ngày nhiều nhất được vận hành bởi JR East được liệt kê dưới đây:
1. Ga Shinjuku (748.157)
2. Ga Ikebukuro (549.503)
3. Ga Tokyo (418.184)
4. Ga Yokohama (403.905)
5. Ga Shibuya (371.789)
6. Ga Shinagawa (342.475)
7. Ga Shimbashi (253.874)
8. Ga Omiya (244.556)
9. Ga Akihabara (241.063)
10. Ga Kawasaki (204.153)

## Các công ty con

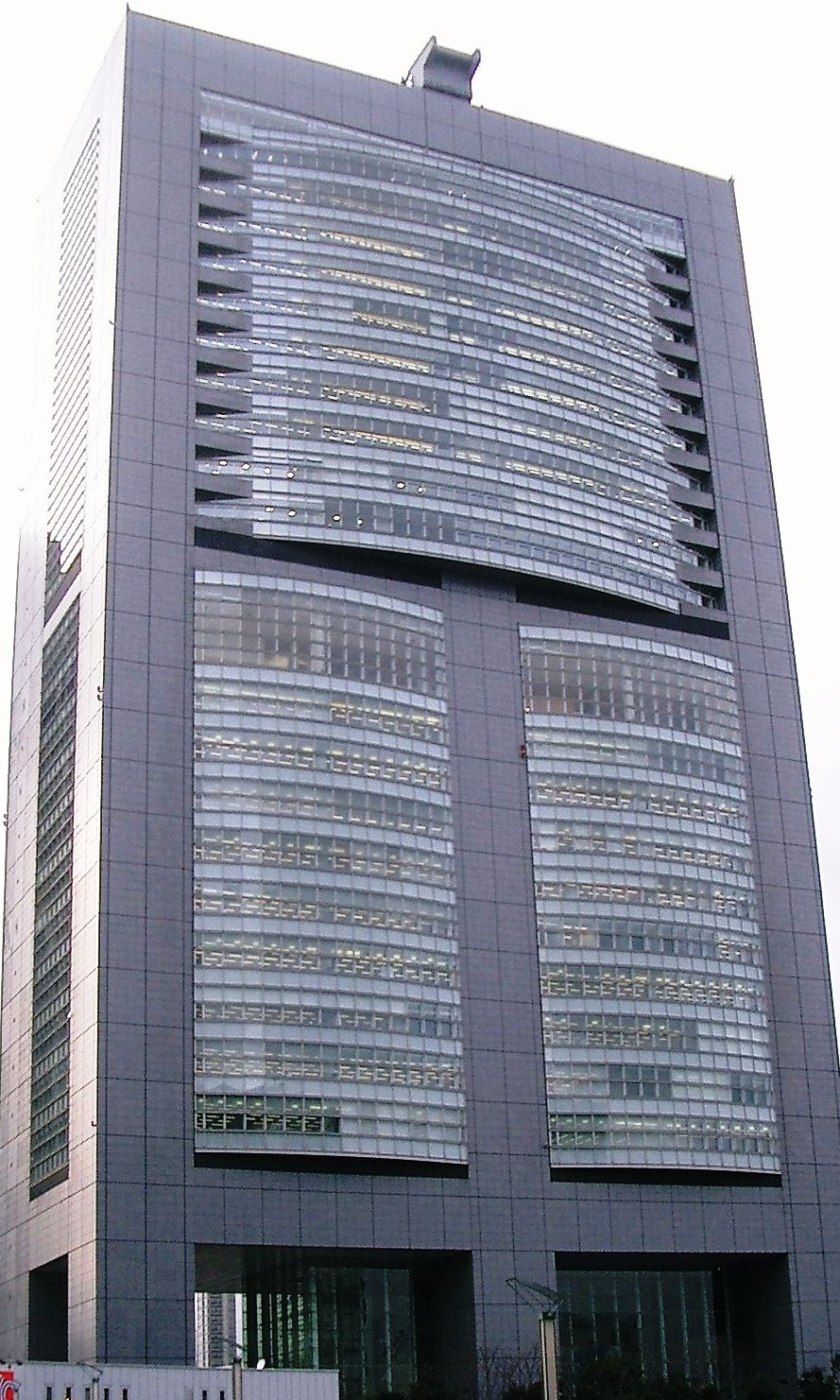
Trụ sở chính của công ty đặt ở gần Ga Shinjuku, Tokyo

- Higashi-Nihon Kiosk - cung cấp báo, đồ uống và các đồ dùng khác tại các ki ốt trong ga, quản lý chuỗi cửa hàng tiện lợi Newdays
- JR Bus Kanto / JR Bus Tohoku - cung cấp dịch vụ xe buýt
- Nippon Restaurant Enterprise - sản xuất cơm hộp bentō phục vụ trên tàu cũng như tại ga
- Tokyo Monorail - Đường sắt một ray Tokyo - (nắm giữ 70% cổ phần)[11]

## Tài trợ
JR East là đồng tài trợ cho câu lạc bộ JEF United Ichihara Chiba, J-League, vốn được hợp nhất từ hai đội bóng JR East và Furukawa Electric.

## Các vấn đề môi trường
JR East đã và đang cố gắng giảm thải cacbon gây hiệu ứng nhà kính, kéo dài từ 1990 đến 2030. Điều này có thể đạt được nhờ việc sử dụng hiệu quả năng lượng trên các tàu điện và phát triển thế hệ tàu hybrid mới.

## Quỹ Văn hóa Đường sắt Đông Nhật Bản
Đây là một tổ chức phi lợi nhuận thành lập bởi JR East nhằm mục đích phát triển một "văn hóa sử dụng tàu điện". Bảo tàng Đường sắt Nhật Bản ở Saitama được điều hành bởi quỹ này.